# Sound and Music Computing Conference
A Sound and Music Computing Conference, frequentemente abreviada para SMC, é uma conferência internacional que ocorre anualmente, criada em 2004 pela Music Computing Network (SMCN), uma associação que inclui pesquisadores, professores, estudantes, profissionais da indústria e musicistas interessados nas relações entre as áreas da informática, eletroeletrônica, acústica, artes e música. O evento conta com a publicação de artigos científicos e artísticos, palestras de profissionais da área, festival musical e a Escola de Verão, destinada a ofertar cursos principalmente para mestrandos e doutorados que desenvolvem trabalhos na área, mas com potencial de expasão para os demais interessados.

## Uma breve história do SMC
A conferência nasceu de uma parceria entre a Associazione Italiana di Informatica Musicale (AIMI) e a Association Française d’Informatique Musicale (AFIM) para substituir as conferências nacionais organizadas por ambas, de modo a alcançar uma dimensão internacional para o novo evento que nascia.
Desde sua criação já foram definidos os focos de interesse de pesquisa, passando por trabalhos educacionais, industriais e socioculturais que envolvessem métodos científicos, tecnológicos e artísticos para produzir, modelar e compreender as artes sonoras criadas a partir de sistemas computacionais. Além disso, a conferência busca debater os desafios de pesquisa para o campo e elaborar estratégias e propostas para enfrentá-los.

## Tópicos de Interesse
O SMC é um campo de pesquisa que estuda a música e o som em sistemas computacionais a partir de um ponto de vista multidisciplinar. De tal maneira, ele aborda diversos subcampos que auxiliam neste processo, como:
- Acústica e psicoacústica
- Inteligência Artificial
- Internet das Coisas Musicais
- Síntese de voz
- Aplicativos para áudio e música
- Tecnologias assistivas para áudio
- Realidade aumentada e virtual
- Reconhecimento de áudio
- Recuperação de informação musical
- Acompanhamento e composição musical
- Musicologia
- Etnomusicologia
- Teoria matemática da música
- Linguagens de programação orientadas à música
- Sonificação de dados
- Sistemas digitais de afinação
- Ética e novas tecnologias
- Gesto, movimento e música
- História e estética da música eletroacústica
- Paisagem sonora
- Robótica
- Tecnologia musical na educação
- Musicoterapia
- Música e neurociências
- Novas interfaces para expressão musical
- Percepção e cognição musical
- Música para jogos

## Edições Anteriores
Desde sua criação em 2004, o SMC ocorreu de forma anual para intensificar os debates e inovações na área. Apesar de ter sido sediado somente no continente europeu, ele está se expandindo e aceita contribuições de pesquisadores e artistas ao redor do globo. A lista abaixo apresenta todas as edições que ocorreram até o momento:
- SMC 2021 – de 29 de junho a 01 de julho, em ambiente online
- SMC 2020 – de 24 a 26 de junho, em ambiente online
- SMC 2019 – de 28 a 31 de maio, em Málaga, Espanha
- SMC 2018 – de 04 a 07 de julho, em Limassol, Chipre
- SMC 2017 – de 01 a 04 de julho, em Helsinque, Finlândia
- SMC 2016 – de 31 de agosto a 03 de setembro em Hamburgo, Alemanha
- SMC 2015 – de 26 de julho a 01 de agosto em Maynooth, Irlanda
- SMC 2014 – de 14 a 20 de setembro em Atenas, Grécia
- SMC 2013 – de 30 de julho a 03 de agosto em Estocolmo, Suécia
- SMC 2012 – de 11 a 14 de julho em Copenhague, Dinamarca
- SMC 2011 – de 06 a 09 de julho em Pádua, Itália
- SMC 2010 – de 21 a 24 de julho em Barcelona, Espanha
- SMC 2009 – de 23 a 25 de julho em Porto, Portugal
- SMC 2008 – de 31 de julho a 03 de agosto em Berlim, Alemanha
- SMC 2007 – de de 11 a 13 de julho em Lêucade, Grécia
- SMC 2006 – de 18 a 20 de maio em Marselha, França
- SMC 2005 – de 24 a 26 de novembro em Salerno, Itália
- SMC 2004 – de 20 a 22 de outubro em Paris, França